# Kristaq Antoniu
Pour les articles homonymes, voir Antoniu.
Kristaq Antoniu, également connu sous le nom roumain de Cristache Antoniu, né le 25 décembre 1907 et mort le 17 mars 1979, est un ténor, baryton et acteur d’opérette albanais-roumain, artiste populaire de la République populaire d'Albanie.

## Biographie
Né à Bucarest, la capitale de la Roumanie, dans une famille d'origine albanaise, il a vécu en Roumanie et est diplômé du Mimic Drama College de Bucarest et du Centro sperimentale di cinematografia de Rome. Il a acquis une grande partie de sa célébrité en jouant dans des rôles dans le cinéma roumain à la fin des années 1920 et au début des années 1930.
En tant que concertiste et chanteur d'opérette, il parcourt l'Europe avec un groupe de musiciens. Il s'installe en Albanie en 1935 et commence à développer sa réputation artistique, étant largement estimé pour son interprétation accomplie d'airs classiques et de chansons folkloriques. Un enregistrement de chansons folkloriques réalisé pour la société Columbia en 1942 a été en grande partie arrangé par Pjetër Dungu. Kristaq Antoniu a été le metteur en scène du premier opéra albanais, Mrika, composé par Prenk Jakova.
Kristaq Antoniu est mort à Tirana.

## Vie privée
En 1941, il épouse Androniqi Zengo Antoniun la première artiste peintre professionnelle d'Albanie.